# Thannbrunn
Thannbrunn ist ein Gemeindeteil der Stadt Berching im Landkreis Neumarkt in der Oberpfalz. Der Weiler ist mit dem Ort Fallhaus verbunden.

## Geschichte
Der Ortsadelige Berthold von Tumbrunnen (= Thannbrunn) stiftete zwischen 1157 und 1171 sein Stammgut nebst Zubehör der Benediktinerabtei Auhausen. In der in den Protokollen des Eichstätter Visitators Johannes Vogt von 1480 genannten Martinskapelle ist die ursprüngliche Burgkapelle dieses Stammsitzes zu sehen. Die Vogteirechte über den Klosterhof lagen bei den Herren von Heideck. Mit dem Verkauf der Heidecker Burgen Holnstein und Wissing 1291 an Herzog Ludwig von Bayern gelangte auch die Schutzvogtei über die Auhauser Propstei zu Thannbrunn an Bayern. Das Kloster selber konnte bis 1491 seinen Thannbrunner Besitz um zwei weitere Höfe vermehren; der Ortsname erscheint in Klosterurkunden 1397 als „Teinprun“, 1442 als „Tonprün“, 1455 als „Tanprun“, 1456 als „Tanprunnen“, 1468 als „Thonprun“. 1507 trennte sich das Kloster von seinem Thannbrunner Besitz, indem es mit Apel von Seckendorff, Landrichter des Landgerichts Nürnberg, einen Tausch vornahm. Nur wenige Jahre später, 1522, verkaufte der Seckendorffer sein Schloss Thannbrunn mit Zubehör samt dem Pfarrlehen an die Pfalzgrafen Kurfürst Ludwig V. und Friedrich II.

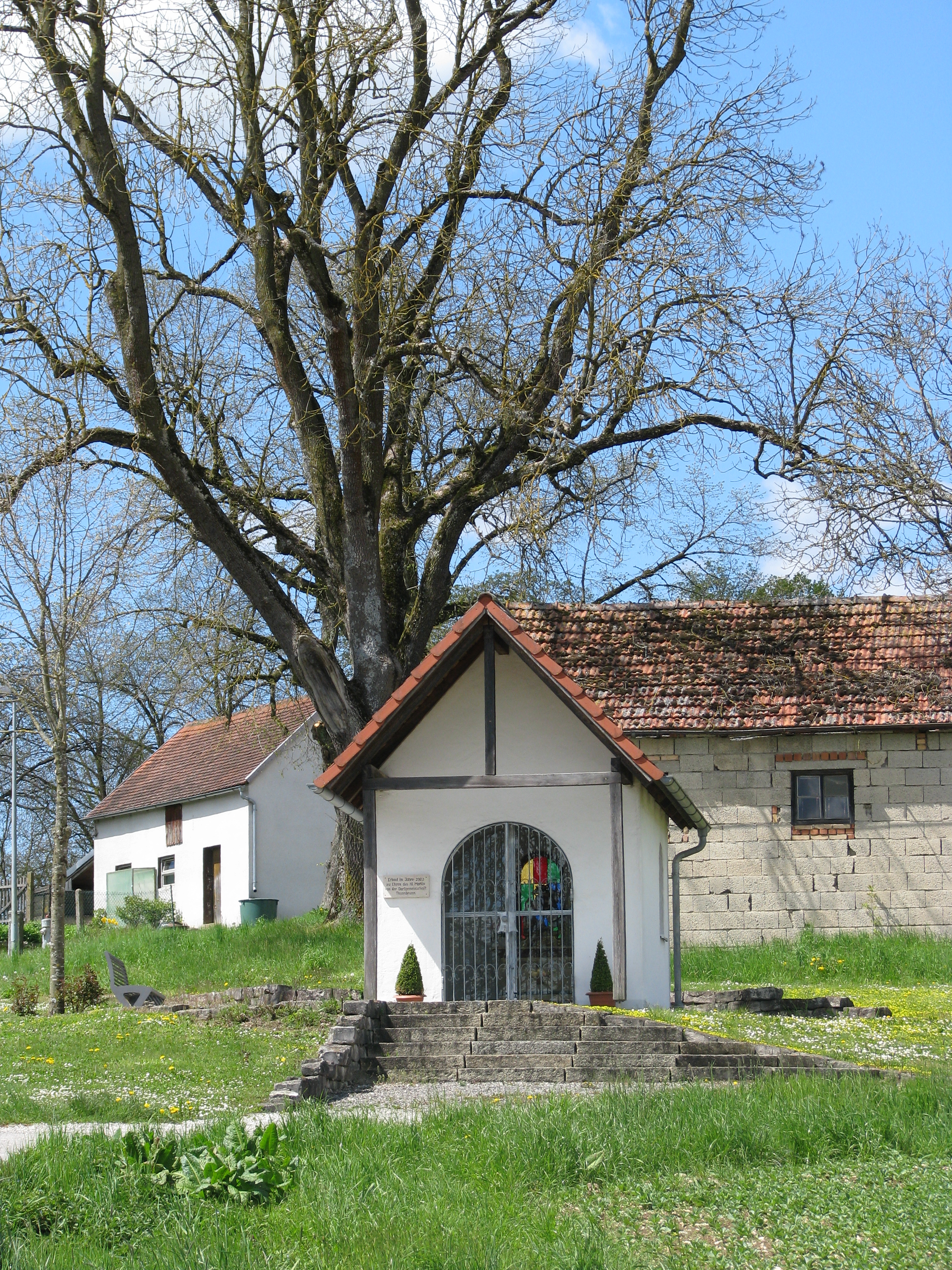
Thannbrunn, Kapelle St. Martin

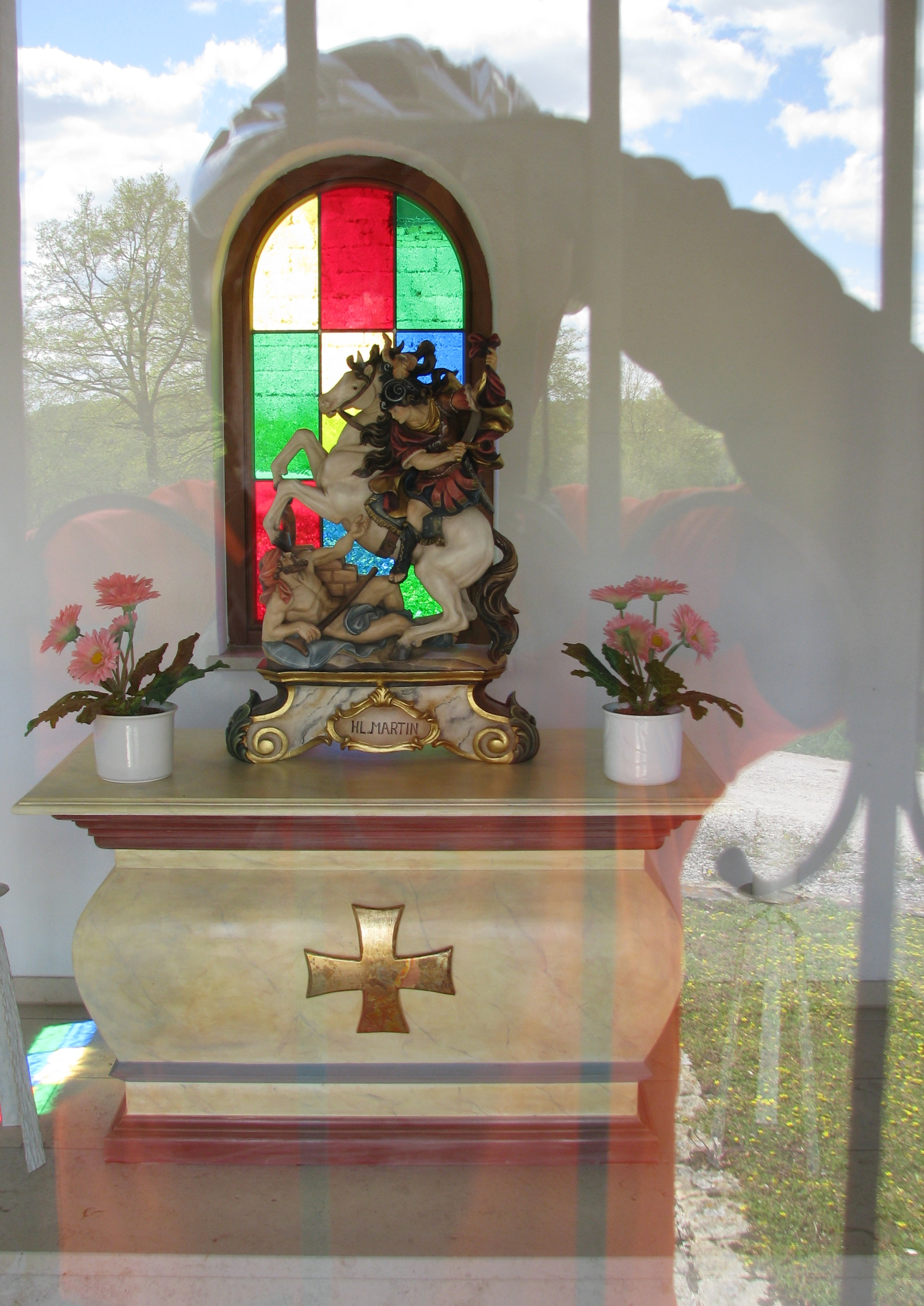
Thannbrunn, Altar in der Kapelle St. Martin

Kirchlich gehört der Ort zur Pfarrei Waldkirchen im Dekanat Neumarkt in der Oberpfalz des Bistums Eichstätt.
Am 1. Juli 1972 wurde Thann mit Biermühle, Dietersberg, Fallhaus, Neuhaus und Thannbrunn nach Berching eingemeindet.
Ein ehemaliges Schloss, das heute als Wohnhaus eines landwirtschaftlichen Betriebes verwendet wird, stammt aus dem 18. Jahrhundert; es hat ein Walmdach. In der Nähe des Schlosses sind Bodendenkmäler aus dem Mittelalter und der frühen Neuzeit zu finden.
Die heutige St. Martins-Kapelle wurde 2002 von der Dorfgemeinschaft errichtet.